# Nova Posoniensia
A Nova Posoniensia magyarországi latin nyelvű hetilap volt 1721 és 1722 között.

## Előélete
A Rákóczi-szabadságharc leverése és a szatmári béke negatívan befolyásolta a magyarországi sajtó fejlődését. A lapkiadás nem vált folyamatossá. A Mercurius Hungaricus megszűnése után több mint tíz évvel, 1721 márciusában indult a Nova Posoniensia.
Alapítója és egyben szerkesztője Bél Mátyás (1684-1749), magyarországi pietista tudós volt. Magyar és szlovák szülőktől származott. 1704 és 1707 között a pietizmus német központjában, Halléban tanult. Itt lett tanítványa a pietista mozgalom vezérének, August Hermann Franckénak, és más vezetőket is megismert. Itt ismerkedett meg a Comenius ajánlotta iskolai gyakorlattal is, melyben az újságolvasásnak nagy szerepe van:
"Hetenként tűzzünk ki egy órát (esetleg szerdán éppen a déli órát, mindjárt ebéd után), s akkor az iskola egész ifjúsága előtt olvassák fel a Kereskedők Újságját, ha meg lehet szerezni. Ha ezt nem lehet, akkor a Francia-Belga Merkúrból olvassák fel és magyarázzák meg azokat a nevezetes dolgokat; melyek az elmúlt félév folyamán bárhol a földkerekségen megtörténtek. Ennek a dolognak hármas haszna lesz: 1. a nyelv használatának erősítése; 2. a jelenkor történetének némi megismerése: megtudjuk például, hogy milyen királyok élnek jelenleg, kikkel élnek békében vagy viselnek háborút ezek vagy azok a népek, milyen ütközetek történtek és milyen kimenetellel; milyen városokat szálltak meg vagy foglaltak el stb.; 3. végül tanulják így a földrajzot és a vidékek fekvését is, bár más tárggyal foglalkoznak. A tanító pedig mindent bővebben világítson meg az efféle dolgokban járatlan itteni tanulóknak, mivelhogy az író csak röviden beszéli el az eseményeket (a helyeket és a személyeket ismerő olvasóknak)." (Comenius Magyarországon. Összeáll. Bev. és jegyz. Kovács Endre. Bp. 1962. 145.)

## A lap
Hazatérése után előbb a besztercebányai, majd 1714-től 1719-ig a pozsonyi evangélikus iskolában rektorként pietista szellemben bevezette a külföldi újságok olvasásának gyakorlatát a diákok között, így 1720-tól olvasták a lipcsei és bécsi újságokat. Ezáltal született meg Bél Mátyásban egy saját lap indításának gondolata.
A Nova Posoniensia 1721 márciusában indult Pozsonyban. Az indulás pontos dátuma nem ismert, mert az első számok nem maradtak fenn. Nyelve latin volt, ezt főként a nyugat-magyarországi értelmiség nyelvi megosztottsága indokolta, valamint az, hogy célközönsége nagy részét a diákok képezték. Hazánk első  rendszeresen megjelenő lapja lett.
A pozsonyi Johann Paul Royer nyomdájában készítették, negyedrét nagyságú, kéthasábos tördeléssel négy oldalon. Folyószámai nem voltak, csak az év és nap volt feltüntetve a fejlécen. A szerkesztő nevét nem tüntették fel, de levelezések bizonyították, hogy Bél Mátyás volt az. A lap hetenként jelent meg, Referáló típusú lap volt, külföldtől a belföld felé haladva jelentek meg benne a hírek, ezenfelül havonta tartalmazott egy mellékletet Syllabus rerum memorabilium címmel, melyben a nevezetes eseményekről, ismeretlen földrajzi és történelmi fogalmakról tájékoztatott.  A kiadvány nagy részét a rövid hazai és külföldi hírek, szenzációk (uralkodói házasságok, katasztrófák természeti jelenségek, tudományos érdekességek) foglalták el. A hazai hírek között a protestánsok helyzetével foglalkozó országgyűlési bizottságokról és vármegyei ülésekről is írtak. Ára 5 forint/év volt, ami a korban körülbelül 10 mázsa búza árának felelt meg.
A lap nem volt életképes, jellege 1722 júliusától kezdve egyre konzervatívabb irányba fordult, elmaradtak belőle a protestánsokkal foglalkozó hírek, egyre több katolikus vonatkozás került felszínre. 1722 július 29-től megváltozott az újság fejléce: az eddig magyar és császári címert tartó angyal helyére a kétfejű sas képe került, melynek közepén a magyar címer látható. A változás oka, hogy az újság jezsuita kézbe került. Ők az újságszerkesztésre nem voltak felkészülve, valamint a jezsuita iskola verbális alapú, nem volt náluk természettudományi oktatás, és az újságírást színjátszással váltották fel. Ezen okok miatt 1722 szeptemberében megszűnt a Nova Posoniensia.

## Utóélet
A Nova Posoniensia megindításával Bél részben annak a pozsonyi hagyománynak a megteremtésére törekedett, melyben az evangélikus iskolákban a honismereti tárgyak tanítását és az újságolvasást összekapcsolta. A 18. századi magyar sajtótörténet szereplőinek nagy része ebben az iskolában ismerkedett meg a kor lapjaival. A Pozsonyi Evangélikus Líceum, ahol Bél Mátyás rektor volt, több lapszerkesztő nemzedéket is felnevelt: itt volt diák Karl Gottlieb von Windisch (Windisch Károly Gottlieb) a Pressburger Zeitung (1764-) szerkesztője, és Ráth Mátyás, a Magyar Hírmondó (1780-) szerkesztője.